# Heinz Schlauch
Heinz Schlauch   (Gera, 13 de novembre de 1915 - 21 de febrer de 1945) fou un nedador alemany, especialista en esquena, que va competir durant la dècada de 1930.
El 1936 va prendre part en els Jocs Olímpics d'Estiu de Berlín, on quedà eliminat en semifinals dels 100 metres esquena del programa de natació.
En el seu palmarès destaca una medalla d'or en els 100 metres esquena del Campionat d'Europa de natació de 1938, i els títols nacionals dels 100 metres esquena de 1937, 1938 i 1939.
Va morir pocs mesos abans de la fi de la Segona Guerra Mundial mentre lluitava al Baix Rin.